# Pont del Molí d'en Figueres
El pont del Molí d'en Figueres és un pont de Gualba (Vallès Oriental) que forma part de l'Inventari del Patrimoni Arquitectònic de Catalunya.

## Descripció
És un pont d'un sol arc, pla i tot de pedra amb baranes. El molí està en ruïnes i el pont té poc ús. Està situat a sobre la riera de Gualba, afluent per l'esquerra de la Tordera.
Per travessar la riera hi ha dos ponts de pedra, el del Molí d'en Figueres i el de fusta de Maynou, ambdós són per carruatges.